# Flammofen

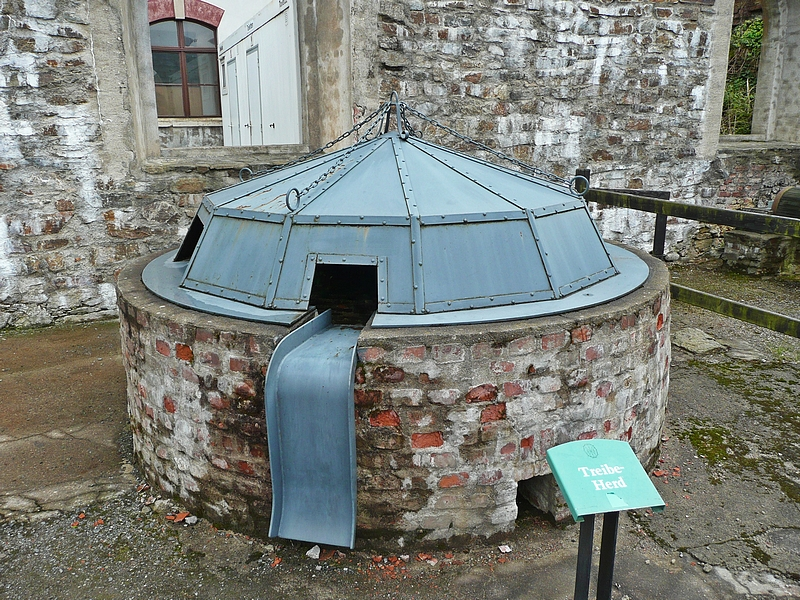
Flammofen zur Trennung von Rohblei und Silber

Der Flammofen ist ein Herdofen, in dem eine Metallschmelze direkt durch die Flamme oder durch Strahlwärme (Deckenstrahlheizung) auf die gewünschte Temperatur gebracht wird. 
Der Flammofen unterscheidet sich vom Schachtofen, der als klassischer Hochofen, aber auch als Kupolofen mit einem Gemisch aus Erz, Roheisen und Zuschlagstoffen beschickt wird. 
Verbreitet findet man Flammöfen in der NE-Metallurgie.